# Condado de Renville (Dakota do Norte)
O Condado de Renville é um dos 53 condados do Estado americano da Dakota do Norte. A sede do condado é Mohall, e sua maior cidade é Mohall. O condado possui uma área de 2 310 km² (dos quais 45 km² estão cobertos por água), uma população de 2 610 habitantes, e uma densidade populacional de 1 hab/km² (segundo o censo nacional de 2000).